# Звонь (озеро)
Звонь (в источниках на белорусском языке — также Званско́е) — озеро в Ушачском районе Витебской области Белоруссии. Относится к бассейну реки Ушача.

## Описание
Озеро Звонь располагается в 12 км к югу от городского посёлка Ушачи. Возле северо-восточных берегов находится деревня, также именуемая Звонь. Высота водного зеркала над уровнем моря составляет 149,1 м.
Площадь поверхности водоёма составляет 1,46 км², длина — 2,1 км, наибольшая ширина — 1,14 км. Длина береговой линии — 7,04 км. Наибольшая глубина — 17,9 м, средняя — 6,1 м. Объём воды в озере — 8,78 млн м³. Площадь водосбора — 17,4 км².
Котловина сложного типа, лопастной формы, вытянутая с юго-запада на северо-восток. Склоны котловины преимущественно пологие, песчаные и супесчаные, распаханные, высотой от 5 до 9 м. Северо-восточные склоны суглинистые, в высоту достигают 20—25 м. Высота северных и восточных склонов местами понижается до 2—4 м. Южный и западный склоны покрыты лесом. Береговая линия образует несколько заливов. Два наиболее крупных залива располагаются в северо-восточной части озера. Берега низкие, песчаные и песчано-галечные, местами поросшие кустарником.
Подводная часть котловины состоит из двух плёсов: глубоководного северо-западного и мелководного юго-восточного. Линия разделения плёсов проходит в направлении продольной оси озера через три острова общей площадью 4,2 га. 23 % площади водоёма характеризуется глубиной до 2 м, 45 % площади — глубиной до 5 м. Мелководье в основном узкое, на востоке более протяжённое, а северо-восточные заливы полностью мелководны. Наиболее глубокий участок отмечен в южной части озера, приблизительно в 0,2 км от западного берега. Дно до глубины 3,5—4 м песчаное. Глубже озёрная чаша выстлана глинистым илом, а на северо-востоке и востоке — кремнезёмистым сапропелем.
Минерализация воды составляет 180—190 мг/л, прозрачность — 2,8 м. Озеро подвержено эвтрофикации, но считается проточным. На юге впадают река Зуйница и мелиорационная канава. На севере вытекает ручей в озеро Большое Исно.
Зарастает около 20 % площади водоёма. Надводная растительность образует полосу шириной до 35 м и распространяется до глубины 2,5 м. В воде обитают лещ, щука, плотва, окунь, линь, язь, карась, краснопёрка. По берегам обитают бобры.
Озеро входит в состав зоны отдыха «Ушачи». Для граждан организовано платное любительское рыболовство.